# أم جافية
الأم الجافية (باللاتينية: dura mater) تتكون من طبقتين: طبقة خارجية ليفية تلتصق بالعظام fibrous layer، وطبقة داخلية ناعمة serous layer. والطبقة الناعمة تمشي معا مع الطبقة الليفية لكنها تنفصل عنها في الأماكن التي يجب أن تكون فيها الأوردة والحواجز. يأتي تجهيز الدم لهذه الطبقة من شرايين كثيرة صغيرة ومن شريان كبير واحد هو الشريان الغلافي الوسطي middle meningeal artery، وهو فرع من شريان الفك العلوي maxillary artery ويدخل الجمجمة من الثقب الشائك foramen spinosum. عندها يكون قد أصبح في الحفرة القحفية الوسطية يجري إلى الأمام والخارج ثم يصعد وينقسم إلى قسم أمامي وقسم خلفي.
هناك طيتان مهمتان للطبقة الليفية من الأم الجافية: الأولى تقع في وسط الجمجمة وهي طية تقع بين نصفي الدماغ واسمها منجل المخ falx cerebri، وفي حافتها العليا يوجد وريد كبير. falx معناها هلالي أي شكلها مثل الهلال. يكون رأس الهلال قريباً على الصفيحة المثقبة للعظم المنخلي ونهايته مستمرة مع الطية الأخرى من الأم الجافية، وهذه الطية الأخرى اسمها: tentorium cerebelli وهي تكون غطاء غير كامل للحفرة الجمجمية الخلفية (أي للمخيخ) فجذع الدماغ يخرج من خلال هذه الطية. هاتان الطيتان هما من الطبقة الليفية من الأم الجافية فهما طيتان ليفيتان قاسيتان، وإذا رأينا كيف أن الدماغ الرقيق يقع بين هذه الطيات القاسية فسنتخيل كم سيتأذى إذا حدث شيء في داخل الجمجمة مثل نزيف أو ورم في إحدى أماكن الدماغ مما أدى إلى ضغط الدماغ بين هذه الطيات.

## أصل الكلمة
اشتق الاسم الإنجليزي dura mater من اللاتينية والتي تعني الأم الحازمة أو الأم الصارمة، وهي ترجمة اقتراضية من اللغة العربية للمصطلح العربي أم الدماغ الصفيقة، والذي يعني حرفيا أم الدماغ السميكة أو الثخينة، المادة الخلالية للدماغ، ويشار إليها أيضا بالمصطلح "pachymeninx" (والذي يعني «السحايا الثخينة»). كلمة dura التي تعني بالعربية الجافية هي وصف يعني «صارم وحازم أو العنيد الجامد أو غير المرن» وتعني أيضا في اللغة الإنجليزية «الشبيه بالجلد المدبوغ».

## معرض صور

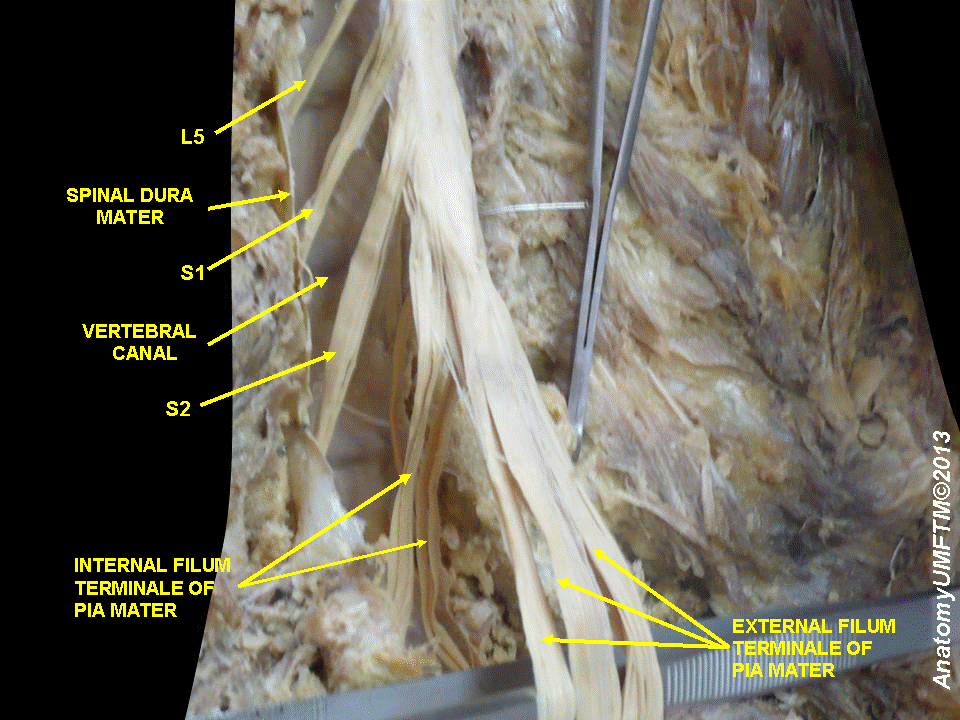
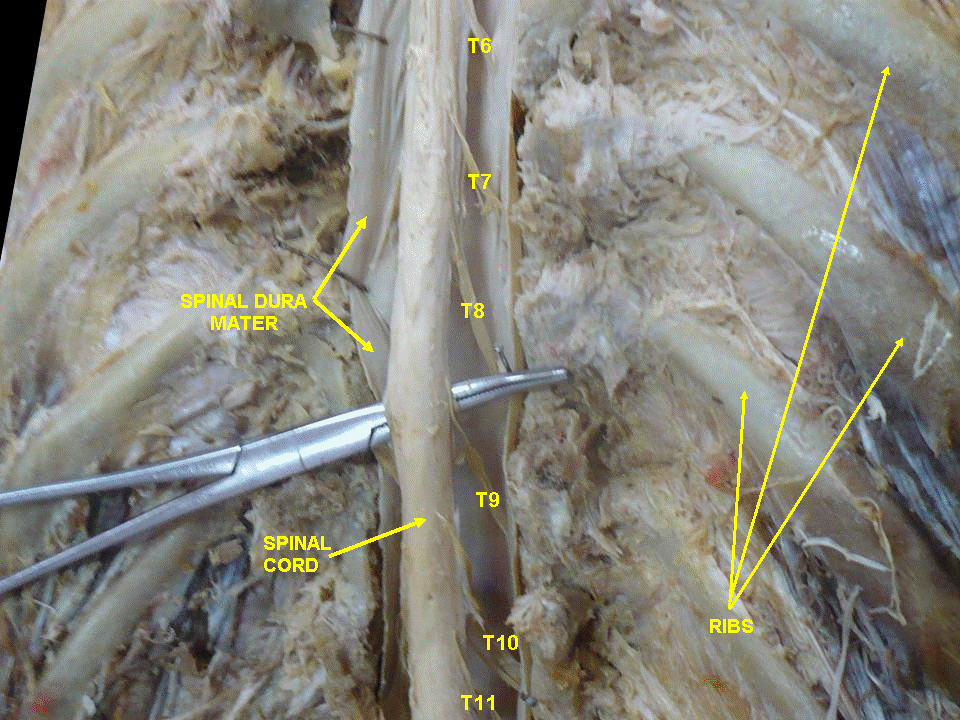
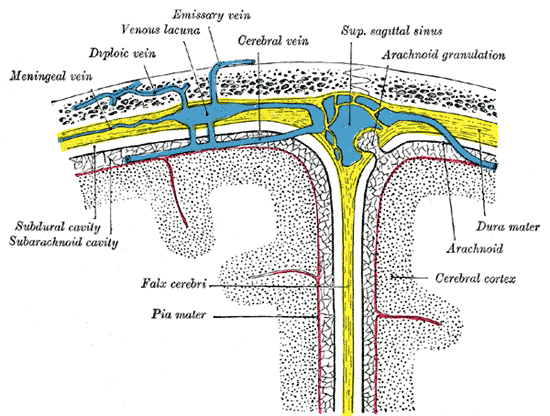
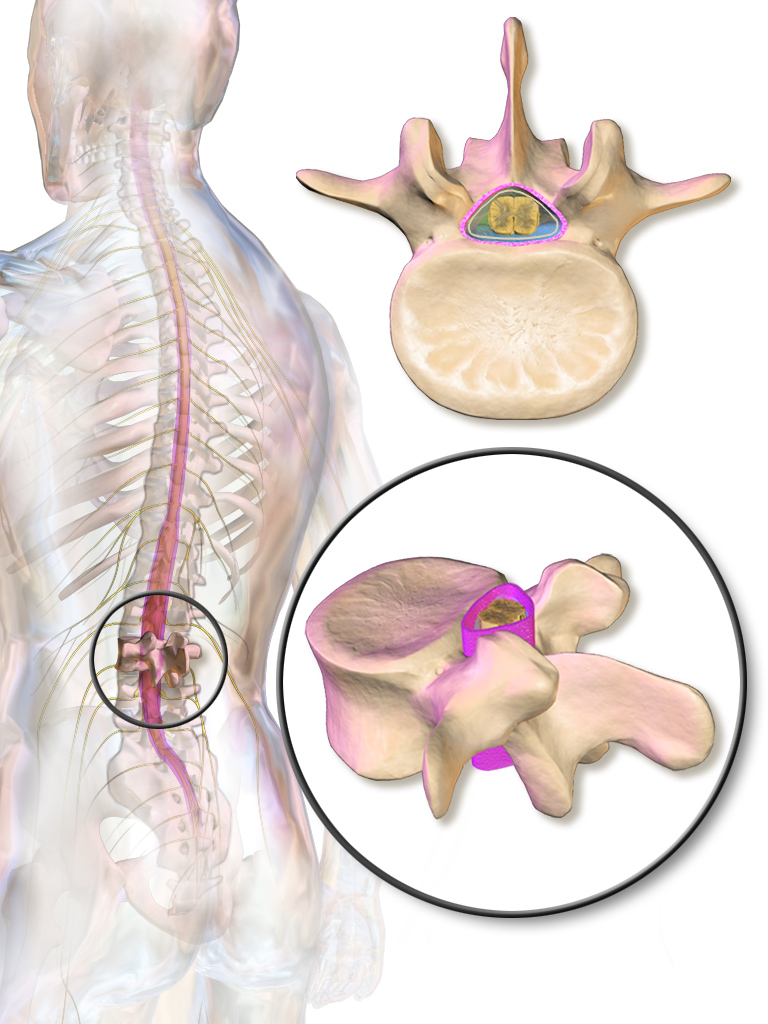